# 리저비스트 작전
리저비스트 작전은 1942년 11월 8일에 제2차 세계 대전의 횃불 작전의 일환으로 진행된 연합국의 군사 작전이다.
이 전투는 비시 프랑스가 차지하고 있던 알제리 오랑의 항구에 연합국 군대가 상륙하여 오랑의 항만 시설과 선박들을 파괴하기 위한 차원에서 진행되었다. 영국, 미국 해군이 소유하고 있던 군함들을 앞세운 연합군은 오랑 상륙을 시도했지만 실패하고 만다.